# Maurizio Mediani
 (octobre 2018).
Si vous disposez d'ouvrages ou d'articles de référence ou si vous connaissez des sites web de qualité traitant du thème abordé ici, merci de compléter l'article en donnant les références utiles à sa vérifiabilité et en les liant à la section « Notes et références ».
Pas d'image ? Cliquez ici
Maurizio Mediani, né le 21 septembre 1968 dans le Reggio d'Émilie, est un pilote automobile italien.

## Carrière
Mediani a commencé sa carrière dans le sport automobile en 1992, avec sa participation au championnat d'Italie de Formule 3, où il n'a toutefois pas été classé. Il a participé a cette série jusqu'en 1998, où il a fini dernier  classé. Durant les années suivantes, il est apparu dans le Grand Prix de Monaco de Formule 3, en Masters de Formule 3, Formule 3 japonaise, Formule 3 Russe, Open Telefonica by Nissan, Italian GT Championship, Championnat FIA GT, International GT Open, American Le Mans Series, Superstars GT Sprint, Malaysia Merdeka Endurance Race, Blancpain Endurance Series, 24 Hours of Barcelona, ainsi qu'en Championnat du monde d'endurance FIA, aux 24 Heures du Mans, en United SportsCar Championship et en European Le Mans Series.
En World Series by Nissan d'Italie, il a participé aux deux courses de la saison 2001 avec l'équipe italienne Venturini Racing. Le point qu'il a gagné lui a donné la 24e place dans le classement final des pilotes.